# Бойз, Отис Бардуэлл
Отис Бардуэлл Бойз (англ. Otis Bardwell Boise; 13 августа 1844, Оберлин — 2 декабря 1912, Балтимор) — американский композитор, органист и музыкальный педагог.
С 1858 г. работал органистом в Кливленде. В 1861—1865 гг. учился в Лейпцигской консерватории, где его педагогами были Игнац Мошелес, Эрнст Фридрих Рихтер и Мориц Гауптман, затем короткое время занимался в Берлине в музыкальной академии Теодора Куллака. В 1865—1870 гг. работал как органист и преподавал в Кливленде, затем перебрался в Нью-Йорк. В 1888—1901 гг. преподавал в Берлине, затем в Балтиморе, где заведовал кафедрой композиции в Консерватории Пибоди. Среди учеников Бойза, в частности, Генри Холден Хасс.
Бойзу принадлежат симфония, фортепианные концерт, увертюры, хоровые и органные сочинения, песни; его творчество отмечено влиянием Франца Листа. Кроме того, он опубликовал учебник «Практическая гармония» (англ. Harmony Made Practical; 1900) и книгу «Музыка и её мастера» (англ. Music And Its Masters; 1901).
В свободное время Бойз, как сообщалось в его некрологе, был заядлым игроком в гольф и постоянным партнёром по этой игре Дж. Д. Рокфеллера.